# Asistent pedagoga
Asistent pedagoga je pedagogický pracovník, který se může významnou měrou podílet na vzdělávacím procesu nejen ve škole, ale i v oblasti mimoškolní výchovy. V České republice asistenti pedagoga působí na školách na základě vyhlášky č. 27/2016 Sb. o vzdělávání žáků se speciálními vzdělávacími potřebami a žáků nadaných a zákona 563/2004 Sb. o pedagogických pracovnících.
Asistent pedagoga se podílí na podpůrném vzdělávání a integraci žáka se sociálním nebo s  kulturním znevýhodněním, žáka se speciálními vzdělávacími potřebami a také žáka mimořádně nadaného. Pracuje tedy dle pokynů pedagoga jak s žákem se speciálními vzdělávacími potřebami, tak s ostatními žáky ve třídě. Cílem využití asistenta pedagoga je vytvořit také prostor pro pedagogickou individuální práci učitele s žákem se speciálními vzdělávacími potřebami.
Důležité je si neplést asistenta pedagoga s osobním asistentem žáka. Osobní asistent není pedagogickým pracovníkem, není zaměstnancem školy a není ani financován z prostředků na vzdělávání.

## Možné rozdělení
- Pedagogický asistent pro celou třídu
- Pedagogický asistent pro jednotlivého žáka
- Asistent pro skupinovou práci ve třídě
- Asistent u žáka s postižením autistického spektra a LMP
- Asistent u žáka s tělesným postižením
- Asistent u nadaného a mimořádně nadaného žáka[5]

## Kvalifikační předpoklady
Kvalifikační nároky na asistenta pedagoga se liší dle obsahu činnosti. Jsou rozlišovány dvě úrovně odbornosti asistentů pedagoga (podle nich je odlišeno i požadované vzdělání):

### Pro vyšší úroveň činnosti
Asistent pedagoga vykonává přímou pedagogickou činnost ve třídě, ve které jsou vzděláváni žáci se speciálními vzdělávacími potřebami, nebo ve škole s integrovanými žáky.

#### Požadované vzdělání
Je požadováno střední vzdělání s maturitou a odpovídající pedagogické vzdělání.
Jedná se tedy o tyto školy:
- střední škola (SŠ) - gymnázia, střední pedagogické školy, střední odborné školy
- vyšší odborná škola (VOŠ)
- vysoká škola (VŠ - Bc., Mgr., Ing. studium) - musí být zaměřena na pedagogiku nebo musí AP alespoň splnit kvalifikační kurz pro asistent pedagoga.

### Pro nižší úroveň činnosti
Asistent pedagoga vykonává pouze pomocné výchovné práce ve škole nebo školském zařízení.

#### Požadované vzdělání
Asistentovi stačí pouze střední vzdělání s výučním listem nebo může dokonce mít jen základní vzdělání (podmínkou je však absolvovat kvalifikační kurz pro asistenty pedagoga).

## Pracovní náplň
Asistent pedagoga má tři základní úlohy. První je podpora žáků a učitelů ve výuce, dále asistent zajišťuje doučování a mimoškolní přípravu žáků a třetím úkolem je podpora komunikace a spolupráce mezi školou a rodinami. Zastoupení mezi těmito činnostmi se liší, ale obecně je největší důraz kladen na pomoc učiteli v rámci výuky nebo na komunikaci s rodiči či doučování žáků.
Role asistenta pedagoga vychází z dvou aspektů. První rolí asistenta je, že ve třídě vystupuje jako druhý pedagodický pracovník a funguje tedy jako partner učitele během výuky. Druhou rolí je podpora žáků se speciálními vzdělávacími potřebami (dále SVP). Jeho úkolem je ale naplňovat vzdělávací potřeby všek žáků, nicméně žákům se SVP bývá věnována největší pozornost.
Konkrétními úkoly asistenta pedagoga může být například společná příprava s učitelem, příprava materiálů a pomůcek, vedení či pomoc při výuce, dozor nad skupinovou prací, pomoc při sebeobsluze, doprovod při pohybu žáků se zdravotním postižením, doučování žáků či užší spolupráce s rodinou a poskytování informací ze školy. Výjimkou není ani to, že asistenti pedagoga jsou často využíváni k zastupování nepřítomných pedagogů ve škole. Avšak toto takzvané suplování nelze provádět dlouhodobě, protože pak práce asistenta pedagoga ztrácí svůj význam.
Činnosti asistenta pedagoga můžeme rozdělit na přímé a nepřímé.

#### Přímá pedagogická činnost
Mezi přímé činnosti asistenta pedagoga můžeme zařadit dohled nad skupinovými pracemi žáků či opakování již probrané látky pomocí učebnic a jiných studijních materiálů. Asistent také může občasně přebrat roli pedagoga na určitou část vyučovací hodiny, k čemuž dochází například v hudební, výtvarné nebo tělesné výchově.

#### Nepřímá pedagogické činnost
Asistent kromě přímé práce s žáky mnohdy vykonává také činnost nepřímou. Jedná se zejména o přípravu výukových materiálů, vybírání sešitů, zápis informací do žákovských knížek, přípravy a konzultace s učitelem, konzultace se školními poradci, účast na pedagogických radách, profesní setkávání s jinými asistenty pedagoga, konzultace s rodiči nebo samostudium.

### Práce asistenta pedagoga ve třídě s žáky se speciálními vzdělávacími potřebami
Náplň práce asistenta pedagoga závisí na potřebách žáka. Žáci, kteří mají odlišný mateřský jazyk než češtinu nebo romští žáci, vyžadují podporu v jazykových oblastech či ve výuce dalšího cizího jazyka. U žáků se zdravotním problémy (tělesné postižení) je náplní práce asistenta pedagoga především dopisování a kompletace poznámek z hodin ve škole. Žáci, kteří žijí ve vyloučených lokalitách, materiální chudobě nebo jsou vystaveni patologickým vlivům vyžadují psychologickou a sociální podporu od asistentů pedagoga.
Náplň práce asistenta pedagoga v třídách s žáky se speciálními vzdělávacími potřebami nemá jednotně vytyčenou formu. Je závislá na jednotlivých specifikách škol a tříd a jejich speciálních potřeb jako jsou zdravotní postižení, poruchy učení, poruchy chování a sociální znevýhodnění. Práce asistenta probíhá přímo v učebně nebo v jiných prostorách spolu s učitelem. V mateřských a základních školách může docházet mimo jiné i k individuální segregaci žáka při určitých činnostech nebo předmětech. Výuka s asistentem a žáky se speciálními vzdělávacími potřebami vyžaduje řádnou přípravu a plánování výuky. Důležitá je taky vzájemná komunikace mezi asistentem pedagoga a učitelem. 
U žáků se sociálním znevýhodněním je důležitá podpora žáků formou doučování. Doučování se zařazuje do rozvrhu žáka a jeho organizace by neměla být v rozporu s požadavky na časové rozložení výuky. Doučování žáků může být realizováno ve škole i mimo školu - doma, knihovny, nízkoprahové kluby nebo školní družina. Asistenti pedagoga mohou také doučovat cizince češtinu. Avšak musí mít na to odpovídající stupeň vzdělávání.

### Práce asistenta pedagoga ve třídě s intaktními žáky
Zde je důležité zmínit, že asistenta pedagoga nemůžeme považovat za osobního asistenta. Osobní asistent je součástí sociálních služeb (zákon č. 108/2006 Sb.) a nezajišťuje ho škola, ale rodiče jedince, kteří za tuto službu platí (příspěvek na péči).Osobní asistent je převážně zaměstnancem neziskové organizace a musí mít smlouvu s ředitelem školy.
Asistent pedagoga se nezaměřuje pouze na jednoho žáka, ale na celou třídu. Koncentrace na jednoho žáka může mít negativní dopad na všechny žáky ve třídě. Rodiče si mohou stěžovat, že pozornost pedagoga je mířena pouze na jednoho žáka. To může mít důsledek toho, že škola nebude chtít začleňovat takové žáky do tříd. Při začleňování žáků do tříd je důležité, aby byly jasně vymezené role a povinnosti. Nadměrná asistence začleněných žáků může mít nepříjemné důsledky (pomoc u činností, kde není potřeba asistence). Aby byl individuální přístup k žákům ve třídě možný, je náplní práce asistenta pedagoga také pomoc učitelů s obtížnými administrativními úkoly a organizací výuky. Asistenti pedagoga také pomáhají v skupinových pracích žáků a organizují úkoly s ní spojené.

### Potencionální rizika a chyby asistentů pedagogů
Asistenti pedagoga při výkonu práce mnohdy generují rizika či se dopouštějí chyb. Příkladem těchto rizik může být hrozba zvýšení sociální izolace žáků se SVP. Velkou chybou asistentů, ke které v praxi může docházet, je převzetí hlavní části vyučování a tím pádem bývá úkol učitele nahrazován prací asistenta pedagoga. Další chyby nastávají když asistent žákovi až příliš poskytuje pomoc ve formě nápověd či odpovídání za žáka. 

## Osobnostní předpoklady
Pozici asistenta pedagoga by měl vykonávat pouze člověk, který splňuje určité osobnostní předpoklady. Nejzákladnějšími předpoklady je občanská bezúhonnost, aktivní přístup, sociální cítění a ochota pomáhat. Pro výkon zaměstnání se očekává osobnostní charakteristika asistenta, očekávání je založeno na nenásilném a přirozeném chování, empatie a schopnost zajistit bezpečné a přátelské prostředí, radost z práce, schopnost motivovat žáky, schopnost týmové práce a spolupráce pod vedením učitele, samostatnost i organizační schopnosti. Asistent pedagoga musí zvládnout přizpůsobit všechny tyto požadavky potřebám konkrétního kolektivu, v kterém práci vykonává. 
Asistent pedagoga by měl také být připraven, že bude pracovat i s jedinci, kteří jsou často vystaveni společenským předsudkům. Nutností je také trpělivost, jelikož se viditelnost pokroku mnohdy dostavuje až po dlouhé době. V neposlední řadě asistent musí být ochoten se dále vzdělávat, jak pomocí samostudia tak od zkušenějších spolupracovníků. 

## Historie asistentů pedagoga v ČR
Počátky asistentů pedagoga v České republice sahají až do 90. let 20. století. Vývoj asistentů pedagoga se rozdělil do dvou vývojových linií, a to vývoj asistentů pedagoga žáků se zdravotním postižením a asistenti pedagoga žáků se sociálním znevýhodněním. 

### Asistenti pedagoga u žáků se sociálním znevýhodněním
Už na začátku 90. let se začali objevovat první asistenti žáků se sociálním znevýhodněním v Ostravě (Základní škola Přemysla Pittra) a zaměřovali se především na podporu romských žáků. V letech 1993 až 1998 byli tito asistenti vzdělávání a financování prostřednictvím nestátních neziskových organizací. Těmi byly například brněnské Společenství Romů na Moravě nebo pražská nadace Nová škola. Později v letech 1997 až 1998 začal za asistenty pedagogů romských žáků zodpovídat stát. Zároveň v roce 1997 byla oficiálně ustanovena i asistentská profese ve školství v rámci Statusu pokusného ověřování přípravných tříd. A následně v roce 1998 byla prostřednictvím MŠMT ustanovena v Informace o zřízení funkce romského asistenta základní a zvláštní škole.
Vzhledem k tomu, že školní asistence byla úzce spojena pouze s romskou etnicitou, rozšířila po celé České republice a tím vzrostl i počet asistentů pedagoga. Vzrůst byl natolik veliký, že z roku 1997 do roku 2001 narostl počet asistentů pedagoga z dvaceti na dvě stě. Avšak od roku 2000 byla zrušena vazba na etnicitu v asistenské profesi Metodickým pokynem MŠMT ke zřizování přípravných tříd pro děti se sociálním znevýhodněním a k ustanovení funkce vychovatel - asistenta učitele. Tímto metodickým pokynem byla zavedena nová profese: vychovatel - asistent učitele.

### Asistenti pedagoga u žáků se zdravotním postižením
Asistenti pedagoga žáků se zdravotním postižením se začali v českém školství objevovat po vydání Vyhlášky 127/1997 Sb. o speciálních školách a speciálních mateřských školách. Tato vyhláška popisuje, že ve speciálních třídách se žáky s poruchou autistického spektra, třídách s hluchoslepými žáky a třídách pro žáky s více poruchami musí být dva pedagogičtí pracovníci. Po přijetí nového školského zákona v roce 2004  došlo k rozvoji práce asistentů v oblasti podpory integrace žáků se zdravotním postižením.

## Současná situace asistentů pedagoga v ČR
V současné době už nejsou žáci rozdělováni podle jejich znevýhodnění, ale jsou celkově označováni jako žáci se speciálními vzdělávacími potřebami. Toto označení umožnil zákon č. 561/2004 Sb.
Žákům je poskytována pomoc dvěma způsoby. Bud pomocí osobního asistenta, který se věnuje pouze jednomu žáku, nebo pomocí asistenta pedagoga, který se zaměřuje převážně na celou třídu. Práce osobního asistenta může být často zneužívána a následně se dostat do rozporu se zákonem. Například, když ředitel školy podmíní přijetí studenta tím, že musí mít osobního asistenta, jehož náklady hradí rodiče. Osobní asistent nemusí být ve všech lokalitách dosažitelný, a zároveň škola by měla mít povinnost poskytnout vzdělávání všem studentům bez finančních úhrad.
Počty asistentů pedagoga se neustále mění. Ve školním roce 2011/2012 bylo asistentů pedagoga v regionálním školství pouze 5 951 fyzických osob. Oproti tomu ve školním roce 2016/2017 počet asistentů pedagoga narostl na počet 21 039 fyzických osob. Přepočteně se jednalo o téměř 15 tisíc plných úvazků. K 30. září 2018 byl největší počet asistentů pedagoga v základních školách (16 326). Na druhém místě v obsazenosti asistentů pedagoga byly mateřské školy (3 536), a následně střední školy (1 055). Výrazný nárůst počtu asistentů pedagogem je často označován za důsledek schválení Vyhlášky ze dne 21. ledna 2016 o vzdělávání žáků se speciálními vzdělávacími potřebami a žáků nadaných, která umožňuje společné vzdělávání dětí v běžných školách.

## Právní východiska zařazení asistenta pedagoga do běžné školy
Pozice asistenta pedagoga je ukotvena v právních dokumentech, týkajících se školství, ale i dokumentech obecnějšího charakteru jako např. je zákoník práce.
Základní právní předpisy, které upravují pozici asistenta pedagoga, jsou zejména:
- Školský zákon 561/2004 Sb. o předškolním, základním, středním, vyšším odborném a jiném vzdělávání ve znění k 1.9.2016, zejména §16 odstavec  2 g),
- Vyhláška č. 27/2016 Sb., o vzdělávání žáků se speciálními vzdělávacími potřebami a žáků nadaných, s účinnosti 1. 9. 2016,
- Vyhláška č. 197/2016 Sb., kterou se mění vyhláška č. 72/2005 Sb., o poskytování poradenských služeb ve školách a školských poradenských,
- Vyhláška č. 317/2005 Sb. o dalším vzdělávání pedagogických pracovníků, akreditační komisi a kariérním systému pedagogických pracovníků,
- Vyhláška č. 202/2016 Sb., kterou se mění vyhláška č. 364/2005 Sb., o vedení dokumentace škol a školských zařízení a školní matriky a o předávání údajů z dokumentace škol a školských zařízení a ze školní matriky (vyhláška o dokumentaci škol a školských zařízení), ve znění pozdějších předpisů (účinnost od 1. 9. 2016).

## Financování asistenta pedagoga
Financování asistentů pedagoga není jednotné. Existuje několik možností, jak asistenty pedagoga financovat:
- Financování formou podpory úřadu práce
- Financování asistentů pedagoga z rozvojových programů MŠMT
- Financování na základě příplatku pro integrované žáky - o přidělení financí rozhodují krajské úřady na základě směrnice č.j. 28 768/2005-45, kterou se stanoví závazné zásady - podle kterých provádějí krajské úřady rozpis finančních prostředků státního rozpočtu. Výše prostředků na podporu asistentů pedagoga se mezi kraji výrazně liší. Dle nové legislativy je výše prostředků na asistenty pedagoga garantovaná státem.
- Financování na základě doporučeného podpůrného opatření
- Financování z jiných zdrojů - z podpory zřizovatele, finančních darů od sponzorů, nadací, rozpočet školy

## Seznam vybraných zkratek, které by měl asistent pedagoga znát
Poruchy
- ADD – vývojová porucha pozornosti bez hyperaktivity
- ADHD – vývojová porucha pozornosti s hyperaktivitou
- MO – mozková obrna (dříve DMO)
- DYS – souhrnné označení pro specifické poruchy učení (dyslexie, dysgrafie, dysortografie, dyskalkulie ...)
- EPI – epilepsie
- LMD – lehká mozková dysfunkce
- LMP – lehké mentální postižení
- MP – mentální postižení
- NKS – narušená komunikační schopnost
- PAS – poruchy autistického spektra
- PLO – pravolevá orientace
- PMV – psychomotorický vývoj
- SAS – sluchová analýza a syntéza
- SP – speciální pedagogika
- SPCH – specifické poruchy chování
- SPU – specifické poruchy učení

Dokumenty
- IVP – individuální vzdělávací program
- PLPP - plán pedagogické podpory
- RVP – rámcový vzdělávací program
- ŠVP – školní vzdělávací program

Organizace a zařízení
- DD – dětský domov
- DDÚ – dětský diagnostický ústav
- DÚM - diagnostický ústav pro mládež
- DDŠ - dětský domov se školou
- DPA – dětská psychiatrická ambulance
- MŠ – mateřská škola
- OSPOD – orgán sociálně-právní ochrany mládeže
- OU – odborné učiliště
- PPP – pedagogicko-psychologická poradna
- SOŠ – střední odborná škola
- SOU – střední odborné učiliště
- SPC – speciálněpedagogické centrum
- SŠ – střední škola
- ŠPP – školní poradenské pracoviště
- ŠPZ – školské poradenské zařízení
- SVP - středisko výchovné péče
- ÚSP – Ústav sociální péče
- VŠ - vysoká škola
- VOŠ – vyšší odborná škola
- VÚ - výchovný ústav
- ZŠ – základní škola
- ZŠP – základní škola praktická
- ZŠS – základní škola speciální

Pedagogičtí pracovníci
- AP – asistent pedagoga
- SP – speciální pedagog
- ŠMP – školní metodik prevence
- VP – výchovný poradce